# Municipio de Rice (Ohio)
El municipio de Rice (en inglés, Rice Township) es un municipio del condado de Sandusky, Ohio, Estados Unidos. Tiene una población estimada, a mediados de 2023, de 1236 habitantes.

## Geografía
Está ubicado en las coordenadas 41°26′17″N 83°06′49″O / 41.43806, -83.11361 (41.438081, -83.113653). Según la Oficina del Censo, tiene una superficie total de 60.1 km², de los cuales 55.4 km² corresponden a tierra firme y 4.7 km² están cubiertos de agua.

## Demografía
Según el censo de 2020, en ese momento había 1143 personas residiendo en la zona. La densidad de población era de 20.6 hab./km². El 93.6 % de los habitantes eran blancos, el 1.2 % eran afroamericanos, el 0.3 % eran amerindios, el 0.3 % eran asiáticos, el 1.7 % eran de otras razas y el 3.0 % eran de una mezcla de razas. Del total de la población el 7.7 % eran hispanos o latinos de cualquier raza.